# وحيد في المنزل (سلسلة أفلام)
وحيد في المنزل (بالإنجليزية: Home Alone) هي سلسلة من الأفلام الكوميدية العائلية والتي تم انتاجها في فترة عيد الميلاد، تم إنشاء فكرتها من قبل جون هيوز، وإخراج كريس كولومبوس (للجزء 1 و2)، وراجا غوسنيل (3)، ورود دانيال (4) وبيتر هيويت (5). أول فيلمين وحيد في المنزل (بالإنجليزية: Home Alone) عام (1990) ووحيد في المنزل 2: ضائع في نيويورك (بالإنجليزية: Home Alone 2: Lost in New York) عام (1992) يمثل فيه صبي المغامرات بشخصية كيفن مكاليستر (ماكولي كولكين) الذي خلال الفيلم يوقع باللصوص هاري (جو بيشي) ومارف (دانييل ستيرن) ويتم إلقاء القبض عليهما باستخدام الأفخاخ. الجزء الثالث (1997)، له مؤامرة مماثلة ولكن مع بطل جديد بشخصية آلكس (آلكس لينز) وقصة الفيلم فيه من موضوع تجسس.
عرض الجزء الرابع على قناة أي بي سي في 3 نوفمبر 2002. يعرض هذا الفيلم بعض الشخصيات نفسها التي ظهرت في أول فيلمين بما في ذلك بطل الرواية كيفن ماكليستر، ولكن مع طاقم جديد وقصة لا تقع في نفس الاستمرارية. تم عرض فيلم تلفزيوني ثانٍ بعنوان وحيد في المنزل: سارقو العطلة على أي بي سي للعائلة في 25 نوفمبر 2012، لا يدور الفيلم حول كيفن، لكن بطل الرواية الجديد فين باكستر (كريستيان مارتين).

## روابط خارجية
- لا بيانات لهذه المقالة على ويكي بيانات تخص الفن